# Кіатісук Сенамуанг
Кіатісук Сенамуанг (тай. เกียรติศักดิ์ เสนาเมือง, нар. 11 серпня 1973, Удонтхані) — таїландський футболіст, що грав на позиції нападника. По завершенні ігрової кар'єри — тренер. Відомий за виступами у складі низки таїландських і закордонних клубів, а також у складі національної збірної Таїланду, в якій був учасником низки континентальних турнірів. Відзначався високою результативністю як у складі футбольних клубів, так у у складі національної збірної, де він є найкращим бомбардиром за всю її історію (71 забитий м'яч у 134 зіграних матчах). Кілька років Кіатісук очолював національну збірну як головний тренер, а також очолював її олімпійський варіант на Азійських іграх 2014 року.

## Клубна кар'єра
Кіатісук Сенамуанг дебютував у дорослому футболі в 1989 році в складі команди «Крунг Тай Банк». Практично відразу він став одним із основних гравців атакувальної ланки команди, та її кращим бомбардиром, і до 1995 року зіграв у 145 матчах чемпіонату, в яких відзначився 98 забитими м'ячами.
У 1995 році Кіатісук став гравцем іншої таїландської команди «Раджпрача», у який грав до 1996 року, де також відзначався високою результативністю. У 1997 році футболіст перейшов до складу клубу «Роял Таї Поліс», де грав до середини 1998 року. Наступним клубом у кар'єрі нападника став малайзійський клуб «Перліс», у якому Кіатісук грав до середини 1999 року, та відзначився 22 забитими м'ячами у 21 проведеному матчі. У 1999 році таїландський футболіст вирішив спробувати сили в англійській команді «Гаддерсфілд Таун», проте до основного складу він не пробився, та повернувся на батьківщину до свого колишнього клубу «Раджпрача». У 2001 році Кіатісук Сенамуанг став гравцем сінгапурського клубу «Сінгапур Армд Форсес», де також візначався високою результативністю, та став у складі команди чемпіоном країни. З 2002 до 2006 року таїланський нападник грав у складі в'єтнамського клубу «Хоангань Зялай», де двічі ставав чемпіоном країни. В останній рік виступів у в'єтнамській команді Кіатісук був граючим головним тренером. У 2007 році футболіст грав на батьківщині за клуб «БЕК Теро Сасана», після чого остаточно завершив виступи на футбольних полях.

## Виступи за збірну
У 1993 році Кіатісук Сенамуанг дебютував у складі національної збірної Таїланду. Уже наступного року в складі збірної він брав участь в Азійських іграх у Хіросімі. У 1996 році в складі збірної футболіст брав участь у Кубку Азії 1996 року. У 1998 році Кіатісук брав участь в домашніх для таїландської збірної Азійських іграх, де збірна Таїланду посіла високе 4-те місце. У 2002 році він брав участь у наступних Азійських іграх, де брали участь молодіжні команди за олімпійським зразком (3 футболісти старші 23 років), де таїландська команда знову зайняла 4-те місце. У 2007 році футболіст, який вже фактично став граючим тренером, бав участь у домашньому для таїландської збірної Кубку Азі 2007 року, після чого завершив виступи у збірній. Також футболіст у складі збірної тричі ставав переможцем Чемпіонату АСЕАН, та 4 рази ставав переможцем Ігор Південно-Східної Азії. Загалом протягом кар'єри в національній команді, Кіатісук провів у її формі 134 матчі, забивши 71 гол, що є найкращим показником за всю її історію.

## Кар'єра тренера
Кіатісук Сенамуанг розпочав тренерську кар'єру в 2006 році, ще продовжуючи грати на полі, ставши граючим головним тренером в'єтнамського клубу «Хоангань Зялай». У 2008 році, вже після остаточного завершення виступів на футбольних полях, Кіатісук очолив таїландський клуб «Чула», проте ще в цьому ж році перейшов до складу клубу «Чонбурі», який очолював до кінця 2009 року. У 2010 році таїландський тренер удруге очолював в'єтнамський клуб «Хоангань Зялай». У 2011—2012 роках Кіатісук удруге був головним тренером клубу «Чула», а в 2012—2013 роках очолював тренерський штаб клубу «Бангкок».
У 2013 році Кіатісук Сенамуанг став головним тренером національної збірної Таїланду. Під його керівництвом збірна двічі вигравала Чемпіонату АСЕАН, та ставала переможцем Ігор Південно-Східної Азії. У 2014 році посилена молодіжна команда під його керівництвом зайняла 4 місце на Азійських іграх. Проте після поразки з рахунком 0-4 проти збірної Японії в кваліфікаційному раунді чемпіонату світу Кіатісук залишив пост головного тренера збірної, та став головним тренером клубу «Порт», у якому працював до кінця року.
У 2020—2024 роках Кіатісук Сенамуанг знову був головним тренером в'єтнамського клубу «Хоангань Зялай», а в 2024 році працював з іншою в'єтнамською командою «Конг Ан Ханой».

## Досягнення

### Як футболіста
- Kor Royal Cup
  - Володар (1): 1989
- Чемпіон Сінгапуру: 2002
- Чемпіон В'єтнаму: 2003, 2004
- Володар Суперкубка В'єтнаму: 2003, 2004
- Переможець Чемпіонату АСЕАН: 1996, 2000, 2002
- Переможцець Ігор Південно-Східної Азії: 1993, 1995, 1997, 1999

### Як тренера
- Переможець Чемпіонату АСЕАН: 2014, 2016
- Переможцець Ігор Південно-Східної Азії: 2013
- Kor Royal Cup
  - Володар (1): 2016